# Johan Nordström (läkare)
Johan Peter Olof Nordström, född 27 oktober 1838 i Lund, död 11 mars 1908 i Halmstad, var en svensk läkare.
Nordström blev student vid Lunds universitet 1857, medicine kandidat 1866 och medicine licentiat 1870. Han var andre bataljonsläkare vid Älvsborgs regemente 1871–1873, blev stadsläkare i Halmstads stad 1872 och var förste stadsläkare där 1897–1907.